# Akechi Mitsuhide

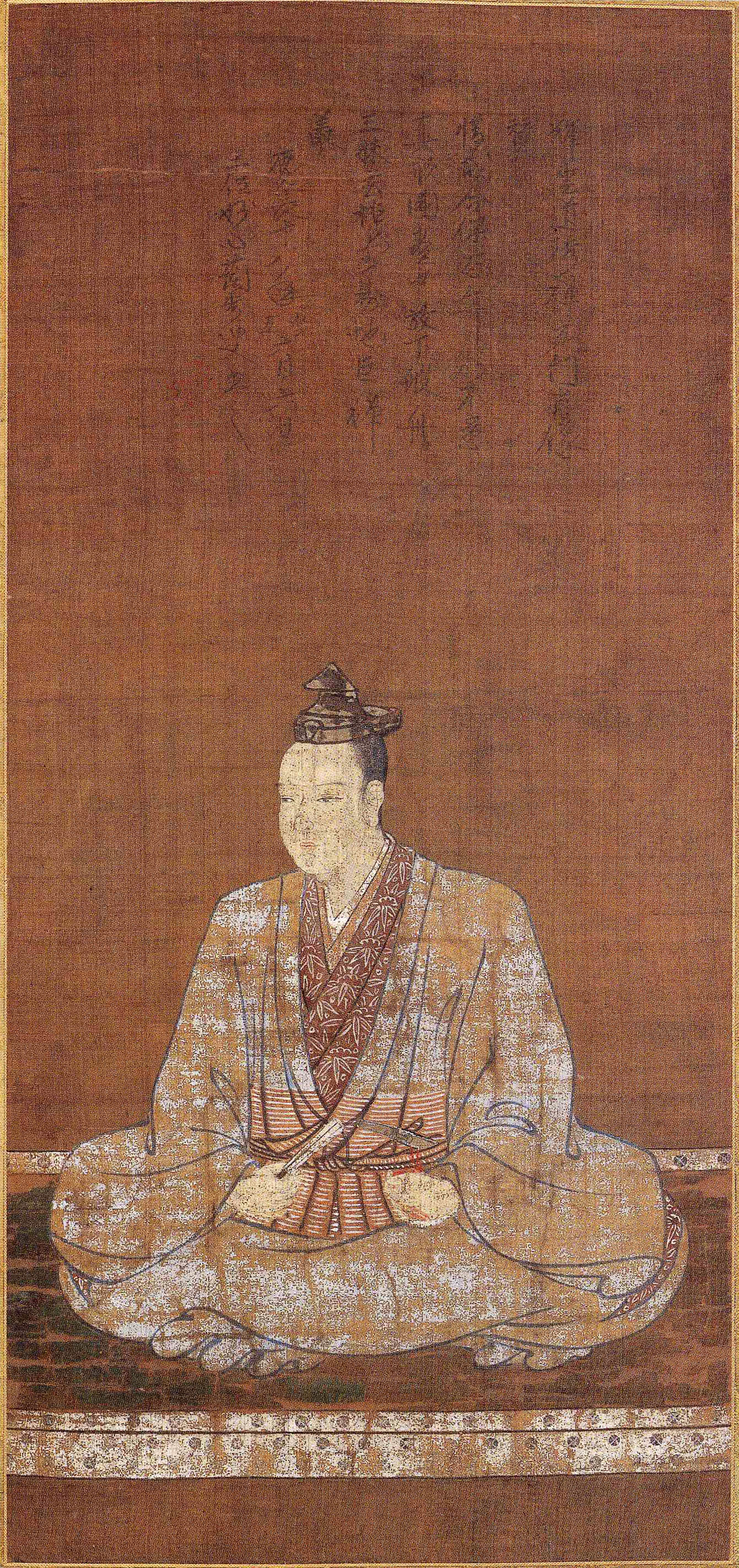
Akechi Mitsuhide

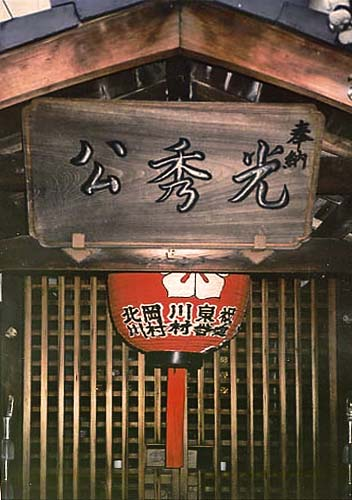
Schrijn voor Akechi Mitsuhide in Kioto

Akechi Mitsuhide (Japans: 明智 光秀) (1528? – 2 juli 1582; Japanse kalender 6e maand, 13e dag), bijgenaamd Jūbei of Koretō Hyūga no Kami (Japans: 惟任日向守), was een samoerai die leefde tijdens de Sengoku-periode en vroege Azuchi-Momoyamaperiode van het oude Japan.
Mitsuhide was een generaal in dienst van daimyo Oda Nobunaga, maar verraadde hem later en dwong hem tot het plegen van seppuku.

## Biografie
Mitsuhide werd geboren in de provincie Mino als een nakomeling van de Shugo Toki-clan. Hij kwam in dienst van Nobunaga nadat deze de provincie had veroverd in 1566. Hij kreeg een eigen stukje land in de provincie Omi in 1571. Mitsuhide was naast Katsuie Shibata en Hashiba Hideyoshi een van de weinige generaals van Nobunaga die hij echt vertrouwde. In dienst van Nobunaga versloeg Mitsuhide verschillende clans, waaronder de Isshiki van Tango.
In 1579 veroverde hij het Yakamikasteel van Hatano Hideharu door deze vrede te beloven. Nobunaga schond later dit vredesverdrag en liet Hideharu executeren. Dit tot ontsteltenis van de Hatanofamilie. Enkele van Hideharus volgelingen vermoordden uit wraak Akechi Mitsuhides moeder (tante volgens sommige bronnen). Mitsuhide gaf Nobunaga de schuld van zijn moeders dood, en zwoer wraak. Op 21 juni verraste hij Nobunaga tijdens een bezoek aan Kioto. Hij executeerde hem niet zelf, maar dwong hem wel tot het plegen van seppuku. Deze gebeurtenis staat in de geschiedenis bekend als het Honnoji-incident.
Toen het nieuws van Nobunaga’s dood door toedoen van Mitsuhide bekend werd, wilden zowel Hideyoshi als Tokugawa Ieyasu wraak nemen en Nobunaga’s plaats innemen. Hideyoshi was als eerste aanwezig. Hij confronteerde Mitsuhide en diens leger in de slag bij Yamazaki, 13 dagen na de dood van Nobunaga. Mitsuhide zou in deze slag gedood zijn door een boerenkrijger met een bamboespeer. Er zijn ook geruchten dat hij de slag zou hebben overleefd en nadien priester zou zijn geworden onder de naam Tenkai.

## Familiebanden
De stamboom van de Akechifamilie is terug te voeren tot de Toki-clan en via hen tot de Minamoto-clan. Directe familie van Akechi Mitsuhide was:
- Akechi Mitsuyoshi – oudste zoon
- Akechi Hidemitsu – adoptief zoon
- Hosokawa Gracia – dochter, vrouw van Hosokawa Tadaoki
- Akechi Mitsuharu – neef

## Akechi Mitsuhide in fictie
Akechi Mitsuhide is een figuur in veel verhalen en andere media, meestal in de rol van een held. Zo is hij te zien in Capcoms Onimusha, Koeis Samurai Warriors-serie, de historische roman Shogun van James Clavell en als personage in Sengoku Basara.